# Lizio
 Lizio  (en bretón Lizioù) es una población y comuna francesa, situada en la región de Bretaña, departamento de Morbihan, en el distrito de Vannes y cantón de Malestroit.

## Demografía
| 816 | 801 | 766 | 722 | 747 | 737 |
| Para los censos de 1962 a 1999 la población legal corresponde a la población sin duplicidades (Fuente: INSEE [Consultar]) |     |     |     |     |     |